# Щекотов Петро Павлович
Петро Павлович Щекотов (22 лютого 1868, Москва (?) — після 1914) — російський архітектор, один з майстрів московського модерну.

## Біографія
Походив з міщан. У 1882 році вступив до Московського училища живопису, скульптури та архітектури, з якого вибув у 1888 році не закінчивши курсу. З 1892 року служив креслярем в каналізаційному відділі Московської міської управи, займався проєктуванням московської каналізації. Свідоцтво на право виробництва будівельних робіт по цивільному будівництву і дорожній частині отримав у 1899 році. Працював помічником інженера С. С. Шестакова, помічником архітектора Московського навчального округу (1908) і помічником архітектора А. Н. Померанцева на будівництві будівлі Верхніх торгових рядів. Здійснив ряд самостійних будівель в Москві, Підмосков'ї, Харкові та в Криму. Доля зодчого після 1914 року невідома.
Архітектор володів власним творчим почерком, що поєднує великий декор з раціональною структурою фасаду.

## Проєкти і побудови

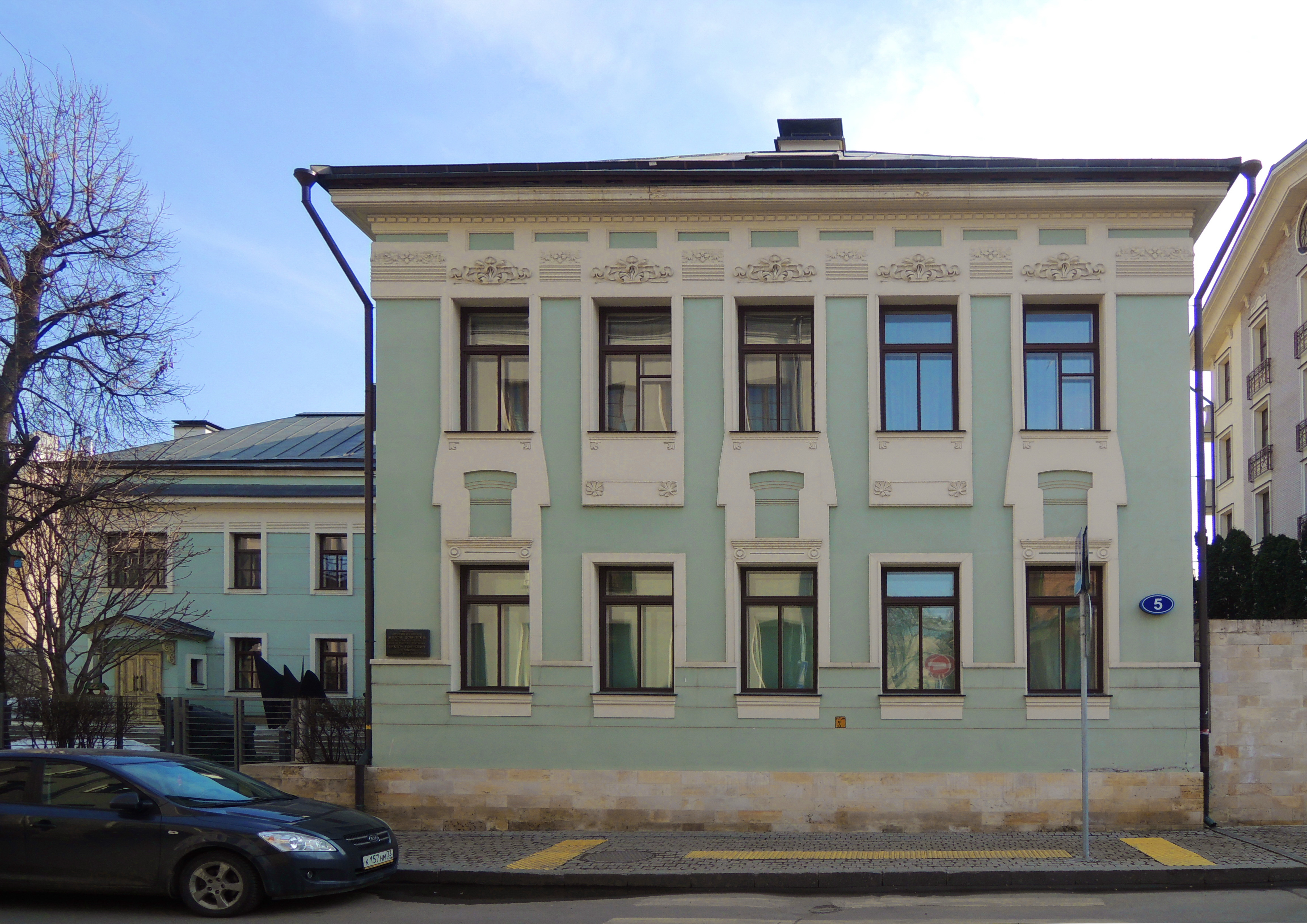
Прибутковий будинок М. М. Іванова, Москва, Молочний провулок, 5

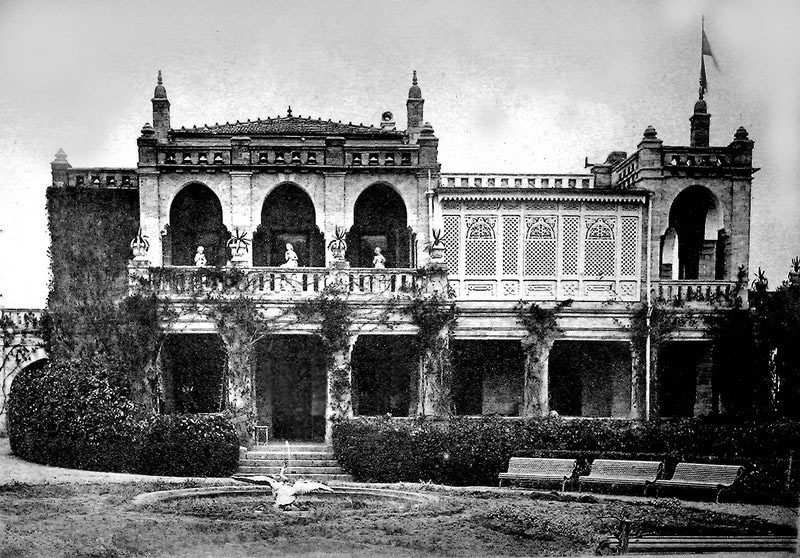
Вілла «Барбо» Н. Н. Крамарж, Місхор

- 1893 — Прибутковий будинок А. Г. Кулячкіна, Москва, Жіварев провулок, 8[3];
- 1897 — Прибутковий будинок, Москва, Нащокінскій провулок, 8, об'єкт культурної спадщини регіонального значення;
- 1898 — Прибутковий будинок В. І. Жданівського, Москва, Долгоруковська вулиця, 34;
- 1890-ті — Прибутковий будинок, Москва, Велика Серпуховська вулиця, 56;
- 1901 — Прибутковий будинок М. М. Іванова, Москва, Молочний провулок, 5
- 1901 — Особняк і прибутковий будинок С. С. Крашеніннікова, Москва, Селезневська вулиця, 13;
- 1902 — Прибутковий будинок, Москва, Еропкінскій провулок, 5;
- 1902 — Проєкт прибуткового будинку А. А. Пантелєєва, Москва, Якіманська набережна, 2 (не здійснений);
- 1903–1904 — Будинки дзеркальної фабрики Г. Г. Кельна,?;
- 1904 — Проєкт прибуткового будинку А. І. Сініцина, Москва, Благовіщенський провулок, 3 (не здійснений);
- 1905–1906 — Прибутковий будинок Г. П. Шелапутіна (Будинок Моссовнархоза);
- 1900-ті — Гончарний завод Єфімова, ст. Павлово Московської губернії;
- 1900-і — паперова фабрика Карманова, Подільський повіт Московської губернії;
- 1900-і цегляно-цементний завод Мартьянова, Подільський повіт Московської губернії;
- 1914 — Вілла «Барбо» Н. Н. Крамарж, за проєктом Котера, Місхор;
- 1914 — Санаторій Кривошеїна («Білорусь»), Місхор;
- 1910-ті — Дачі Александрової-Дольник, Зиковою, Заборовського, Сімеїз;
- 1910-ті — Вілла «Сельба» («Кипарис»), Сімеїз;
- 1910-ті — Дача «Миру маре», Сімеїз.